# Колбушова
Колбушова (пољ. Kolbuszowa) град је у Пољској у Војводству поткарпатском. По подацима из 2012. године број становника у месту је био 9341.

## Становништво
| 2012. |
| ----- |
| 9.341 |

## Партнерски градови
- Коув
- Ploërmel